# Jerry Tollbring
Jerry Tolbring (Rimbo, 13 de septiembre de 1995) es un jugador de balonmano sueco que juega de extremo izquierdo en el Ribe-Esbjerg HH. Es internacional con la selección de balonmano de Suecia.
Con la selección ha ganado la medalla de plata en el Campeonato Europeo de Balonmano Masculino de 2018.

## Palmarés

### Kristianstad
- Liga sueca de balonmano masculino (3): 2015, 2016, 2017

### Rhein-Neckar Löwen
- Supercopa de Alemania de balonmano (1): 2017
- Copa de Alemania de balonmano (1): 2018

### GOG Gudme
- Liga danesa de balonmano (2): 2022, 2023

### Füchse Berlin
- Liga de Alemania de balonmano (1): 2025

## Clubes
- HK Rimbo ( -2014)
- IFK Kristianstad (2014-2017)
- Rhein-Neckar Löwen (2017-2021)[5]
- GOG Gudme (2021-2023)
- Füchse Berlin (2023-2025)
- Ribe-Esbjerg HH (2025- )